# Wolfsnächte (Film)
Wolfsnächte (Originaltitel: Hold the Dark) ist ein Thriller von Jeremy Saulnier, der am 12. September 2018 im Rahmen des Toronto International Film Festivals seine Weltpremiere feierte und am 28. September 2018 in das Angebot von Netflix aufgenommen wurde. Der Film basiert auf dem Roman Wolfsnächte (im Original Hold the Dark) von William Giraldi, der am 26. Februar 2015 veröffentlicht wurde und am 27. Februar 2016 in einer deutschen Übersetzung von Nicolai von Schweder-Schreiner bei Hoffmann und Campe erschien.

## Handlung
Der Film Wolfsnächte handelt von dem pensionierten Naturforscher und Wolfsexperten Russell Core, der in ein abgelegenes Dorf namens Keelut im Norden Alaskas reist. Core folgt dem Hilferuf der jungen Mutter Medora Slone, deren sechsjähriger Sohn Bailey zusammen mit zwei weiteren Kindern des Dorfes verschwunden ist und vermutlich von Wölfen getötet wurde. Medora bittet Core, den Wolf zu finden und zu töten, so er denn für den Tod ihres Sohnes verantwortlich ist, sowie wenigstens die Knochen des Kindes zu bergen. Nach seiner Ankunft entwickelt sich zwischen Core und der einsamen Medora eine seltsame und zunehmend gefährliche Beziehung. Bei seiner Suche in der unbarmherzigen Winterlandschaft Alaskas stößt Core jedoch auf eine schockierende Entdeckung: Er findet heraus, dass Medora ihren eigenen Sohn getötet hat und die Geschichte mit den Wölfen eine Lüge war.
Parallel dazu kehrt Medoras Ehemann Vernon Slone aus dem Irakkrieg zurück, wo er als Soldat traumatisierende Erfahrungen gemacht hat. Als Vernon von der Ermordung seines Sohnes erfährt, begibt er sich auf einen brutalen Rachefeldzug, um seine Frau aufzuspüren und für ihre Tat zu bestrafen. Auf seiner Suche nach Medora, die mittlerweile verschwunden ist, hinterlässt Vernon eine blutige Spur und tötet nahezu jeden, der sich ihm in den Weg stellt. Der lokale Polizist Donald Marium versucht vergeblich, Vernons gewaltsamen Amoklauf zu stoppen. In diesem Chaos wird Core auf eine gefährliche Odyssee ins Herz der Finsternis gezogen, die ihn mit schrecklichen Grausamkeiten konfrontiert und ihn tief in die Geheimnisse und mysteriösen Geschehnisse des abgelegenen Dorfes eintauchen lässt. Die Ereignisse entfalten sich vor dem Hintergrund der rauen und menschenfeindlichen Umgebung Alaskas, wo die Grenzen zwischen Mensch und Natur, zwischen Zivilisation und Wildnis zunehmend verschwimmen.

## Produktion

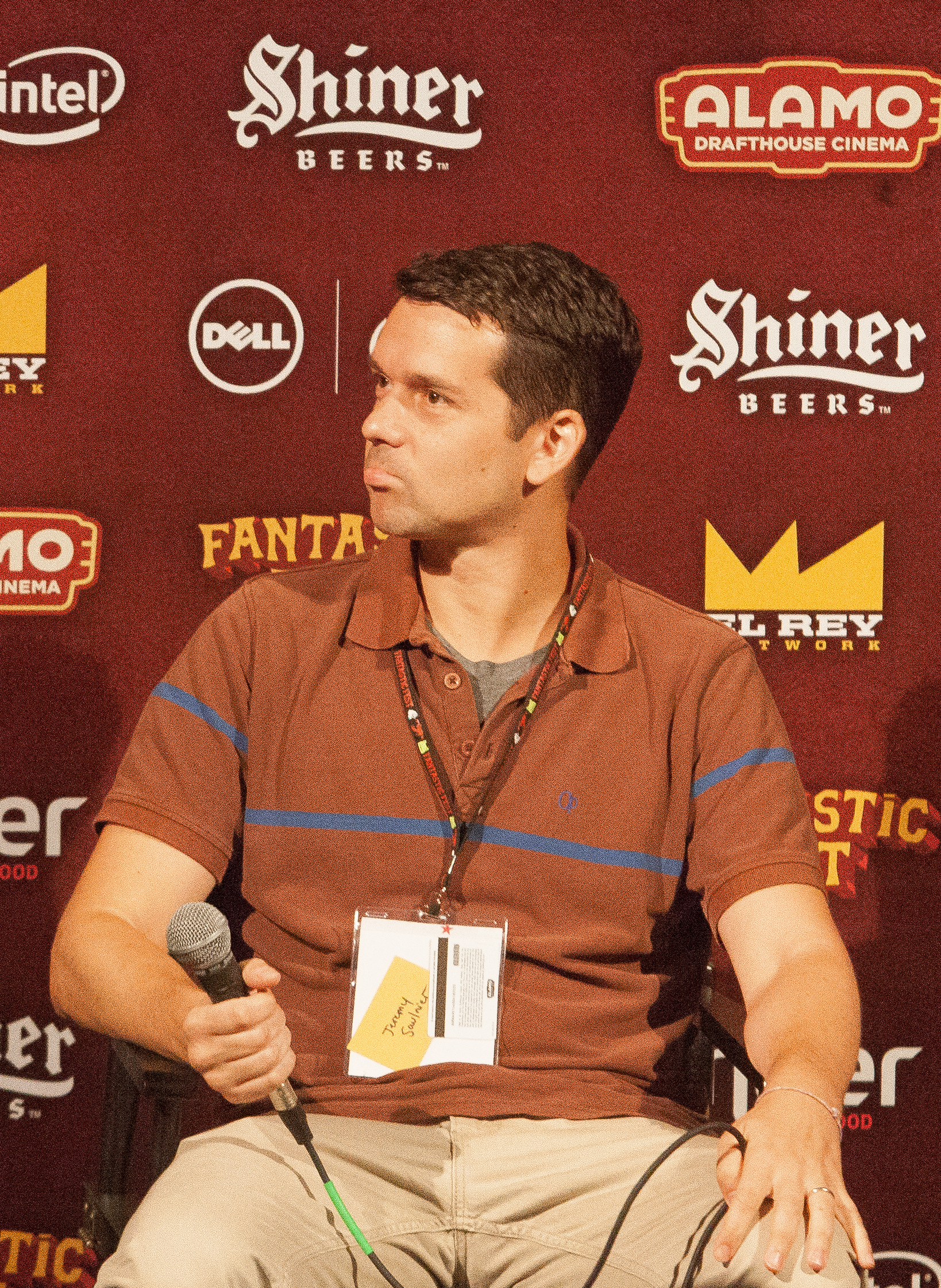
Im September 2015 wurde bekannt, dass Jeremy Saulnier, hier beim Fantastic Fest in Austin, die Regie für eine filmische Adaption von William Giraldis Roman übernimmt

### Literarische Vorlage
Der Film basiert auf dem Roman Wolfsnächte (im Original Hold the Dark) von William Giraldi, der am 26. Februar 2015 veröffentlicht wurde und am 27. Februar 2016 in einer deutschen Übersetzung von Nicolai von Schweder-Schreiner bei Hoffmann und Campe erschien. Es handelt sich bei Wolfsnächte um das erste in deutscher Übersetzung erschienene Buch von Giraldi. Von Alan Cheuse vom Boston Globe wurde der Roman als „eines der besten Bücher des Jahrzehnts“ beschrieben.

### Stab und Besetzung
Im September 2015 wurde bekannt, dass Jeremy Saulnier die Regie für eine filmische Adaption des Romans Wolfsnächte übernommen hat. Saulnier, der mit Blue Ruin bereits einen streckenweise äußerst brutalen Film schuf, versuchte sich hierbei ein weiteres Mal an diesem Genre. Saulniers bisheriger Produzent und Darsteller Macon Blair wurde als Drehbuchautor und Darsteller angekündigt.
Im Februar 2017 wurde bekannt, dass Jeffrey Wright, Alexander Skarsgård und James Badge Dale im Film Rollen erhalten hatten.
Wright spielt einen auf Wölfe spezialisierten Biologen, während Badge Dale einen Detective darstellt. Riley Keough übernahm die Rolle der Mutter.
Vor Beginn der Dreharbeiten erfolgte ein Casting-Aufruf, bei dem kanadische Ureinwohner jeden Alters und Geschlechts als Statisten für den Film gesucht wurden.

### Dreharbeiten und Filmmusik
Die Dreharbeiten haben am 27. Februar 2017 in der Nähe von Calgary in der kanadischen Provinz Alberta begonnen und wurden nach 61 Drehtagen im April 2017 beendet.
Die Filmmusik komponieren Brooke Blair und Will Blair, die Brüder des Drehbuchautors sind. Der Soundtrack zum Film, der 15 Musikstücke umfasst, wurde am 28. September 2018 von BMG veröffentlicht.

### Veröffentlichung
Ursprünglich wollte Saulnier für den Film wieder mit dem Filmvertrieb A24 zusammenarbeiten, der bereits seinen Film Green Room vertreibt. Im Januar 2017 wurde bekannt, dass stattdessen Netflix den Vertrieb übernehmen würde. Der Film feierte am 12. September 2018 im Rahmen des Toronto International Film Festivals seine Weltpremiere und wurde am 28. September 2018 in das Angebot von Netflix aufgenommen.

## Rezeption
Bei Metacritic erhielt der Film einen Metascore von 63 von 100 möglichen Punkten.
Eric Kohn von IndieWire erklärt, Jeremy Saulnier verfestige durch die Verbindung eines fesselnden, Jack London würdigen Outdoor-Survival-Stoffes mit blutigen Schießereien und übernatürlichem Nervenkitzel eine Ästhetik, die von der zarten Kunst durchdrungen ist, viele Arten von Filmen zu einem beeindruckenden Ganzen zu verschmelzen. Der Filmemacher schaffe eine solch eindringliche Mischung aus schockierenden, gewalttätigen Entwicklungen und lyrischen Bildern, dass die Details selten eine Rolle spielen. Zwar sei die Erzählung diesmal in ihrem Ansatz verwirrend und manchmal verworren, doch Saulnier und Drehbuchautor Macon Blair behielten ihre packende Atmosphäre mit einem schnellen Tempo bei, und in dem erbarmungslosen Film hielten sie an ihrem eigenen hausgemachten Beats fest, so Kohn. Mit dem heulenden Wind, der den Soundtrack dominiert, und den blendend weißen Bergen, die in den Ecken fast aller Bilder lauern, entwickele Hold the Dark eine postapokalyptische Aura, die einzigartig für Amerikas Last Frontier ist.

## Synchronisation
Die deutschsprachige Synchronfassung von Hold the Dark wurde nach einem Dialogbuch von Yvonne Prieditis unter der Regie von Klaus Bauschulte durch die Berliner Synchron GmbH Wenzel Lüdecke produziert.
| Darsteller            | Synchronsprecher   | Rolle         |
| --------------------- | ------------------ | ------------- |
| Jeffrey Wright        | Oliver Siebeck     | Russell Core  |
| James Badge Dale      | Dennis Schmidt-Foß | Donald Marium |
| Alexander Skarsgård   | Sascha Rotermund   | Vernon Slone  |
| Riley Keough          | Patrizia Carlucci  | Medora Slone  |
| Julian Black Antelope | Tobias Kluckert    | Cheeon        |
| Macon Blair           | Peter Lontzek      | Shan          |
| Jonathan Whitesell    | Sebastian Kluckert | Arnie         |
| Peter McRobbie        | Axel Lutter        | John          |
| Tantoo Cardinal       | Karin David        | Illanaq       |
| Maureen Thomas        | Ulrike Möckel      | Gastwirtin    |
| Beckam Crawford       | David Bezzubov     | Bailey        |
| Eric Keenleyside      | Michael Iwannek    | Big Deputy    |
| Bobbi Jaye            | Maike von Bremen   | Amy           |